# Wilhelm August Wohlbrück
Wilhelm August Wohlbrück (né en 1795 à Hanovre, mort le 28 juillet 1848 à Riga) est un acteur et librettiste allemand.

## Biographie
Il est le deuxième fils de l'acteur Johann Gottfried Wohlbrück. En 1826-1827, Wilhelm Wohlbrück est engagé à Magdebourg, plus tard à Riga, où il meurt du choléra.

## Œuvre
Wohlbrück écrit quatre livrets pour des opéras de son beau-frère Heinrich Marschner :
- Der Vampyr, Leipzig 1828
- Der Templer und die Jüdin, Leipzig 1829
- Des Falkners Braut, Leipzig 1831
- Der Bäbu, Hanovre 1838

Le livret de Der Vampyr est basé sur le drame Der Vampyr oder die Todten-Braut de Heinrich Ludwig Ritter (1822) et sur le mélodrame The Vampire de James Planché, deux arrangements de la nouvelle Le Vampire de John Polidori.
Der Templer und die Jüdin s'inspire du roman Ivanhoé de Walter Scott.
Pour Der Bäbu, il utilise The Journal of a Voyage from Calcutta to Van Diemen’s Land, roman épistolaire d'Augustus Prinsep (de).
Alors que Der Vampyr et Der Templer und die Jüdin sont des succès mondiaux au XIXe siècle, les deux autres opéras de Marschner ainsi que l'opéra de Heinrich Dorn, Der Schöffe von Paris (Riga 1838), ne suscitent pas de grande réaction.

## Source de la traduction
- (de) Cet article est partiellement ou en totalité issu de l’article de Wikipédia en allemand intitulé « Wilhelm August Wohlbrück » (voir la liste des auteurs).